# Jackson Brundage
Jackson Timothy Brundage (21 de janeiro de 2001, Los Angeles, California) é um ator norte-americano. Conhecido por interpretar o papel de Jamie Scott na série de televisão do canal CW, One Tree Hill, papel no qual atuou entre 2008 até o final da série em 2012. Brundage também fez parte do elenco da série da Nickelodeon no quadro Nick at Nite, See Dad Run estrelada por Scott Baio que foi ao ar entre 2012 a 2015. Ele foi o primeiro dublador do personagem Foo na série animada da Nick, Harvey Beaks atualmente ele foi substituído por Tom Robinson. Ele atua em filmes, televisão e dublagem. Ele interpretou Charlie Allan Smith em Lime Salted Love. E também deu voz a Pablo em Einstein Pals.

## Vida pessoal
Jackson Brundage nasceu em Los Angeles, California. É o irmão do meio entre uma irmã mais velha e um irmão mais novo. Seus passatempos incluem futebol, artes marciais, natação, baseball e basquete.

## Filmografia
| Ano  | Título           | Papel               | Notas |
| ---- | ---------------- | ------------------- | ----- |
| 2006 | Lime Salted Love | Charlie Allan Smith |       |
| 2009 | Einstein Pals    | Pablo               | Voz   |

| Ano     | Título             | Papel         | Notas                                                    |
| ------- | ------------------ | ------------- | -------------------------------------------------------- |
| 2008    | Las Vegas          | Little Danny  | "Adventures in the Skin Trade" (temporada 5: episódio 7) |
| 2008–12 | One Tree Hill      | Jamie Scott   |                                                          |
| 2010    | NCIS               | Tommy Smith   | "Borderland" (temporada 7: episódio 22)                  |
| 2012-15 | See Dad Run        | Joe Hobbs     | Elenco principal                                         |
| 2012    | You Gotta See This | Crazy Jackson | Série da Nickelodeon                                     |
| 2015    | Harvey Beaks       | Foo           | voz                                                      |